# SN 2001kk
SN 2001kk – supernowa typu Ia odkryta 19 stycznia 2001 roku w galaktyce A124733+0005. W momencie odkrycia miała maksymalną jasność 18,80m.